# Windows Small Business Server
Windows Small Business Server 2011 (SBS 2011) (anciennement Windows Small Business Server 2008) est une famille de serveurs Microsoft préconfigurée et permettant la mise en réseau des PC, le partage de fichiers et imprimantes, la sauvegarde automatique des données et l’accès à une messagerie et des outils collaboratifs. 

## Différentes éditions
Windows Small Business Server 2011 se décline sous deux éditions différentes :
- Limitée à 75 utilisateurs, Windows Small Business Server 2011 Standard équipe les entreprises en incluant :
  - la messagerie
  - les sites Web internes
  - la mise en réseau des PC
  - le partage de fichiers et d'imprimantes
  - la gestion de documents
  - l’accès à distance
  - les sauvegardes quotidiennes et la restauration.

- Limitée à 25 utilisateurs, Windows Small Business Server 2011 Essentials équipe les très petites entreprises en incluant :
  - la mise en réseau des PC et MAC
  - le partage de fichiers et d’imprimantes
  - la gestion de documents
  - l’accès à distance
  - les sauvegardes quotidiennes des PC et serveurs
  - une messagerie et des outils collaboratifs en ligne et en option

- Microsoft propose un complément Premium de Windows Small Business Server 2011, pour les applications métiers.

Cet add-on comprend le système d’exploitation Windows Server 2008 R2, la base de données SQL Server 2008 R2 et s’installe sur un deuxième serveur dans le réseau SBS 2011.

## Comparaison des fonctionnalités
| Fonctionnalités                                                | SBS 2011 Essentials                                                         | SBS 2011 Standard                                                                                 |
| -------------------------------------------------------------- | --------------------------------------------------------------------------- | ------------------------------------------------------------------------------------------------- |
| Nombre max. d'utilisateurs/de PC                               | 25, utilisateurs ou postes                                                  | 75, utilisateurs ou postes                                                                        |
| Licences                                                       | Licence serveur uniquement (aucune licence d’accès client n'est nécessaire) | Licence Serveur + Licences d’accès client                                                         |
| Partage de fichiers (SMB & NFS)                                | Oui                                                                         | Oui                                                                                               |
| Infrastructure réseau (DNS, IIS & DHCP)                        | Oui                                                                         | Oui                                                                                               |
| Supervision de l’état du système                               | Oui                                                                         | Oui                                                                                               |
| Active Directory Domain Service (AD DS)                        | Oui                                                                         | Oui                                                                                               |
| Accès à distance via le Web                                    | Oui                                                                         | Oui                                                                                               |
| Sauvegarde du serveur                                          | Oui                                                                         | Oui                                                                                               |
| Sauvegarde des PC                                              | Oui                                                                         | Non                                                                                               |
| Prise en charge d'un serveur d'applications (métier ou autres) | Oui                                                                         | Oui                                                                                               |
| Produits intégrés                                              | Intégration avec des services en ligne compatibles                          | - Exchange Server 2010 SP1 - SharePoint Foundation 2010 - Windows Software Update Services (WSUS) |